# Vandeins

Vandeins este o comună în departamentul Ain din estul Franței.